# Communauté de communes Touraine Vallée de l'Indre
La communauté de communes Touraine Vallée de l'Indre est une communauté de communes créée le 1er janvier 2017 par fusion des anciennes communautés de communes du pays d'Azay-le-Rideau et du Val de l'Indre, complétée par l'adhésion des communes de Sainte-Catherine-de-Fierbois et de Villeperdue.

## Historique
- 1er janvier 2017 : création de l'établissement public de coopération intercommunale, sous forme d'une communauté de communes.

## Géographie

### Géographie physique
Située au centre du département d'Indre-et-Loire, la communauté de communes Touraine Vallée de l'Indre regroupe 22 communes et présente une superficie de 485 km2.

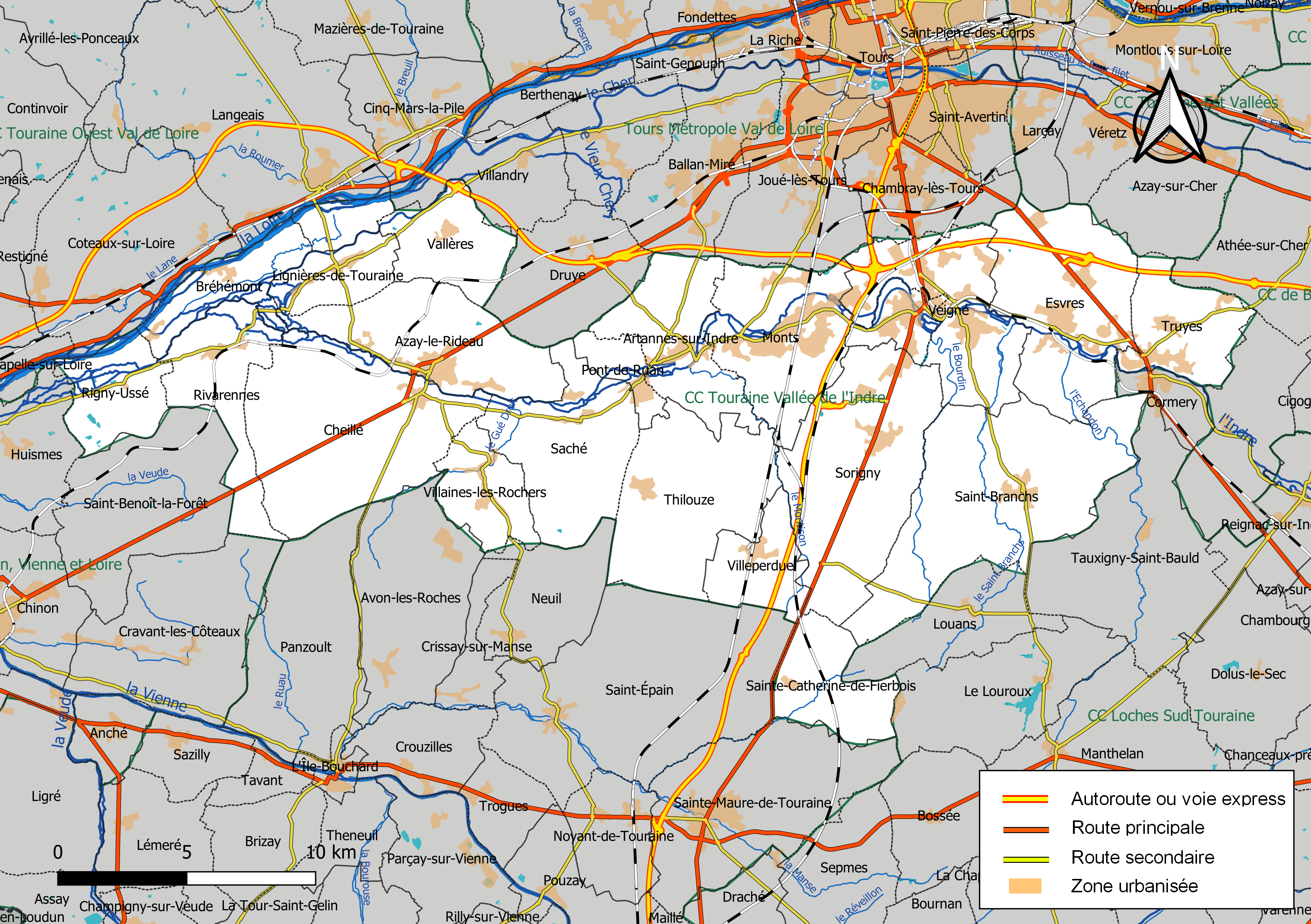
Carte de la communauté de communes Touraine Vallée de l'Indre au 1er janvier 2019.

### Composition

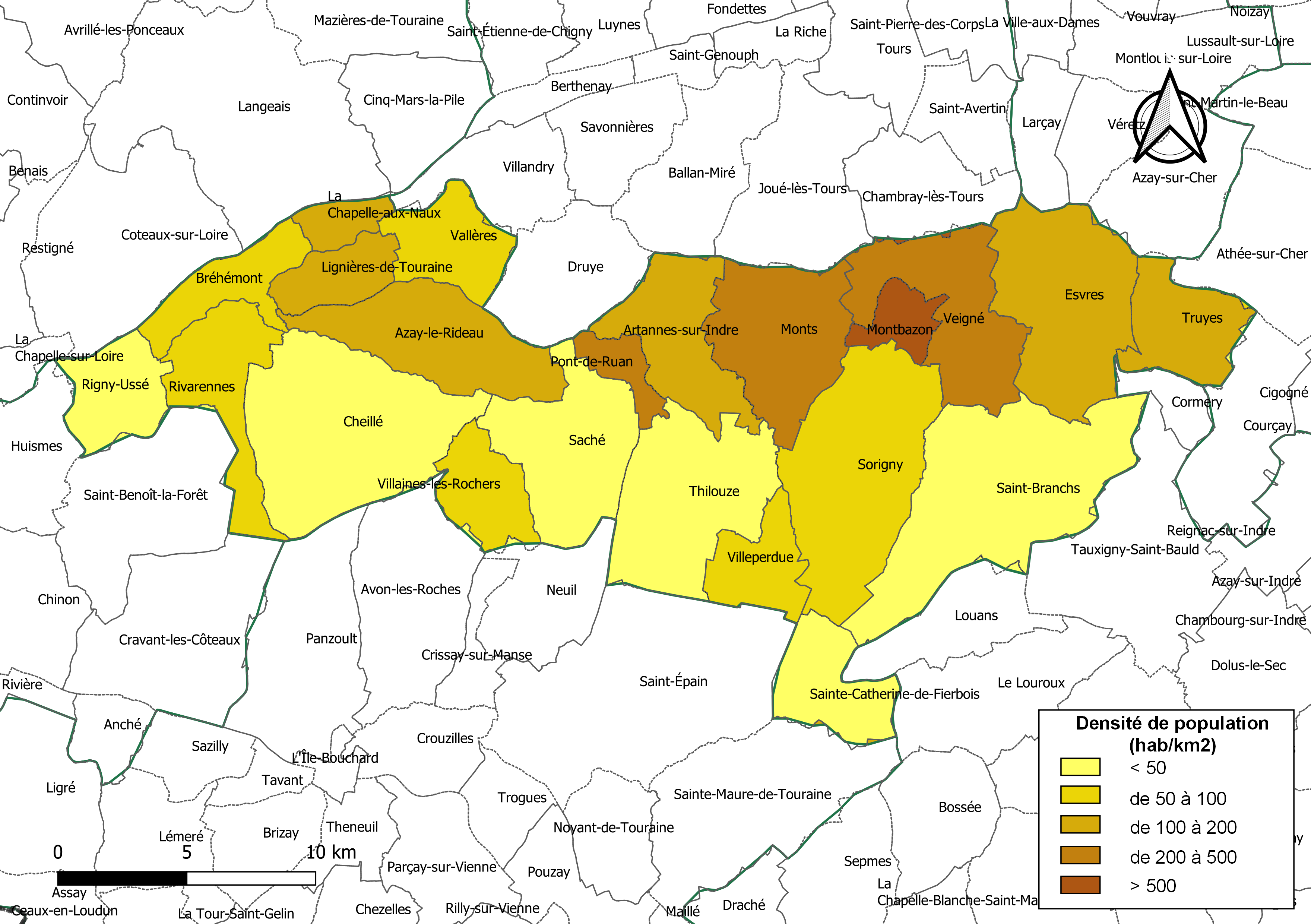
Carte des densités de population (millésimée 2016) des communes de la communauté de communes Touraine Vallée de l'Indre. Composition en communes au 1er janvier 2019.

La communauté de communes est composée des 22 communes suivantes :

| Nom                          | Code Insee | Gentilé         | Superficie (km2) | Population (dernière pop. légale) | Densité (hab./km2) |
| ---------------------------- | ---------- | --------------- | ---------------- | --------------------------------- | ------------------ |
| Sorigny (siège)              | 37250      | Sorignois       | 43,43            | 2 877 (2022)                      | 66                 |
| Artannes-sur-Indre           | 37006      | Artannais       | 20,97            | 2 782 (2022)                      | 133                |
| Azay-le-Rideau               | 37014      | Ridellois       | 27,34            | 3 415 (2022)                      | 125                |
| Bréhémont                    | 37038      | Bréhémontais    | 12,71            | 728 (2022)                        | 57                 |
| La Chapelle-aux-Naux         | 37056      | Chapellauniens  | 5,25             | 558 (2022)                        | 106                |
| Cheillé                      | 37067      | Cheillens       | 46,26            | 1 859 (2022)                      | 40                 |
| Esvres                       | 37104      | Esvriens        | 35,85            | 6 264 (2022)                      | 175                |
| Lignières-de-Touraine        | 37128      | Lignérois       | 10               | 1 319 (2022)                      | 132                |
| Montbazon                    | 37154      | Montbazonnais   | 6,5              | 4 839 (2022)                      | 744                |
| Monts                        | 37159      | Montsois        | 27,28            | 8 031 (2022)                      | 294                |
| Pont-de-Ruan                 | 37186      | Ruanopontins    | 5,74             | 1 214 (2022)                      | 211                |
| Rigny-Ussé                   | 37197      | Rigny-Usséens   | 13,97            | 526 (2022)                        | 38                 |
| Rivarennes                   | 37200      | Rivarennais     | 18,92            | 988 (2022)                        | 52                 |
| Saché                        | 37205      | Sachéens        | 28,29            | 1 405 (2022)                      | 50                 |
| Saint-Branchs                | 37211      | Saint-Branchois | 51,16            | 2 632 (2022)                      | 51                 |
| Sainte-Catherine-de-Fierbois | 37212      |                 | 15,49            | 760 (2022)                        | 49                 |
| Thilouze                     | 37257      | Thilouzains     | 33,75            | 1 798 (2022)                      | 53                 |
| Truyes                       | 37263      | Troïciens       | 16,39            | 2 430 (2022)                      | 148                |
| Vallères                     | 37264      | Vallérois       | 14,72            | 1 339 (2022)                      | 91                 |
| Veigné                       | 37266      | Vindiniens      | 26,58            | 6 734 (2022)                      | 253                |
| Villaines-les-Rochers        | 37271      | Villainois      | 12,47            | 1 043 (2022)                      | 84                 |
| Villeperdue                  | 37278      | Villeperdusiens | 11,95            | 1 110 (2022)                      | 93                 |

## Démographie
| 1968   | 1975   | 1982   | 1990   | 1999   | 2006   | 2011   | 2016   | 2022   |
| ------ | ------ | ------ | ------ | ------ | ------ | ------ | ------ | ------ |
| 26 758 | 30 340 | 34 745 | 38 716 | 41 344 | 45 488 | 47 961 | 51 878 | 54 651 |

## Politique communautaire

### Représentation

#### Présidents de la communauté de communes
| Période | Période  | Identité      | Étiquette | Qualité           |
| ------- | -------- | ------------- | --------- | ----------------- |
| 2020    | En cours | Eric Loizon   | DVD       | Maire de Thilouze |
| 2017    | 2020     | Alain Esnault | LR        | Maire de Sorigny  |

#### Conseil communautaire
Le conseil communautaire de la communauté de communes se compose de 54 conseillers pour la mandature 2020-2026,  répartis comme suit :
| Nombre de conseillers | Communes                                                           |
| --------------------- | ------------------------------------------------------------------ |
| 7                     | Monts                                                              |
| 6                     | Veigné                                                             |
| 5                     | Esvres                                                             |
| 4                     | Montbazon                                                          |
| 3                     | Artannes-sur-Indre, Azay-le-Rideau, Saint-Branchs, Sorigny, Truyes |
| 2                     | Cheillé, Lignières-de-Touraine, Saché, Thilouze, Vallères          |
| 1                     | Les 7 communes restante                                            |

### Compétences
- Aménagement de l'espace communautaire
- Développement économique
- Politique du logement social d’intérêt communautaire et action, par des opérations d’intérêt communautaire, en faveur des logements des personnes défavorisées
- Création, aménagement et entretien de la voirie d'intérêt communautaire
- Ordures ménagères
- Action sociale
- Environnement
- Sport, culture et loisirs
- Tourisme
- Gens du voyage

### Identité visuelle
|  | Logo de la Communauté de Communes |

## Pour approfondir